# Waveland (Mississippi)
Waveland è una città (city) degli Stati Uniti d'America, situata nella contea di Hancock, nello Stato del Mississippi.
Qua nacque il jazzista Johnny Dodds.